# Marie-Rose Astié de Valsayre

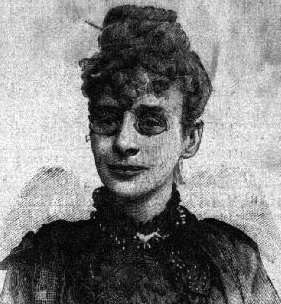
Marie-Rose Astié de Valsayre

Claire-Léonie Ferdinande Tastayre, später Marie de Valsayre und danach Marie-Rose Astié de Valsayre genannt, (* 30. August 1846 in Paris; † 8. Juni 1915 ebenda) war eine französische Geigerin, Komponistin, Feministin, Krankenschwester und Schriftstellerin. Sie wurde auch für ihren Versuch bekannt, das Gesetz aufzuheben, das Frauen das Tragen von Hosen verbot, und für ein Fechtduell, das sie mit einer Amerikanerin austrug.

## Leben

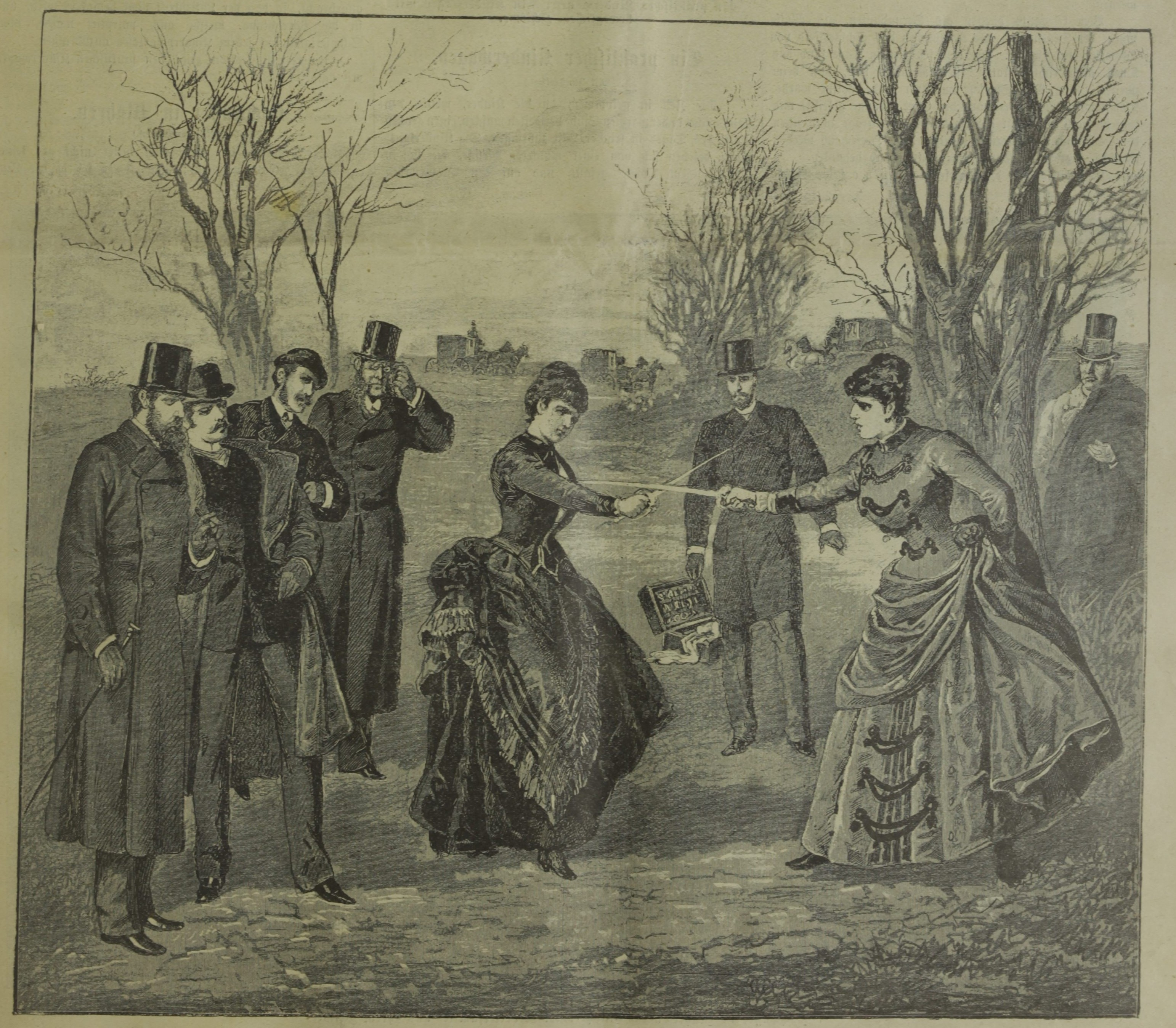
Zeitgenössische künstlerische Darstellung des Duells

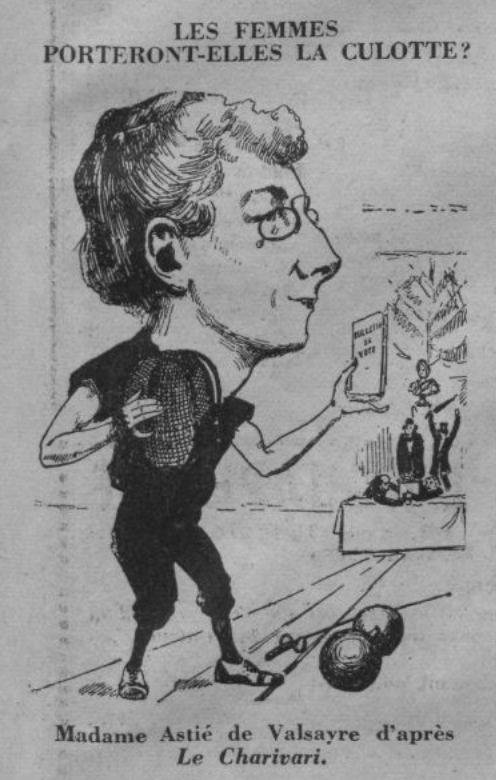
Astié de Valsayre, Karikatur in Le Charivari, 1889: Werden Frauen die Hosen anhaben?

Marie Rose de Valsayre wurde in eine Familie geboren, die durch die Französische Revolution ruiniert worden war. Nachdem ihr Vater in die Vereinigten Staaten ausgewandert war, wurde sie von ihrer Mutter aufgezogen. Sie studierte Musik, zunächst unter der Anleitung ihrer Mutter, später bei professionellen Lehrern. Mit 13 Jahren war sie eine kompetente Geigerin und begann, Stücke für Klavier zu komponieren. Ungewöhnlich für ihre Zeit studierte sie auch Medizin, was es ihr ermöglichte, im Deutsch-Französischen Krieg von 1870 als Krankenschwester zu dienen. Parallel dazu begann sie als Sekretärin von Émile de Girardin eine Karriere als Journalistin. 1869 heiratete sie den Arzt Dr. Astié.
Nach dem Tod ihres Mannes (1881) verdiente sie ihren Lebensunterhalt mit der Erstellung von Stammbäumen und begann ihre feministische Karriere „gegen den Strich zu bürsten“. Sie stach als Frau hervor, die nicht bereit war, die Konventionen der damaligen Zeit zu akzeptieren. Sie fuhr Fahrrad und kleidete sich wie ein Mann. Als Jehan des Etrivières veröffentlichte sie 1882 Les Amazones du siècle (Die Amazonen des Jahrhunderts), in dem sie eine Reihe von Feministinnen, darunter Louise Michel, Hubertine Auclert, Eugénie Potonié-Pierre, Léonie Rouzade und Louise Koppe, angriff. Unter dem Pseudonym Jean Misère schrieb sie das patriotische Werk Le Retour de l’exilé (Die Rückkehr des Exilanten), das die Geschichte eines Pariser Soldaten erzählt, der aus Sedan zurückkehrt. Sie war damals eine gemäßigte Feministin, die sich vor allem für das Recht der Frauen auf Bildung einsetzte. Ihre Ideen legte sie in La Femme de France und La Femme dans la famille et dans la société von Louise Koppe oder in Le Droit des femmes von Léon Richer dar und veröffentlichte 1883 auch ein Memoire sur l’utilité de l’enseignement de grammaire dans l’instruction de la femme (Memoire über den Nutzen des Grammatikunterrichts in der Ausbildung der Frau). Ab 1885 radikalisierte sie sich und schrieb, versöhnt mit ihren früheren Gegnern, in La Citoyenne von Hubertine Auclert.
1886 löste sie eine Medienkontroverse aus, als sie sich mit einer anderen Frau, einer Amerikanerin, duellierte. Auslöser war eine Debatte darüber, ob französische oder amerikanische Ärztinnen überlegen seien:

„Ein Duell zwischen zwei Damen fand neulich in Belgien statt. Die eine der duellirenden Damen, eine Französin, Namens Madame Astie de Valsayre, scheint sehr kampflustiger Natur zu sein, denn sie hatte schon vor einiger Zeit eine Affaire mit einer anderen Französin; die Sache wurde indeß noch vor dem blutigen Ausgang gütlich beigelegt. Diesmal kam es aber zum Schlagen. Madame Astie bekam nämlich Streit mit einer amerikanischen Dame, Miß Shelby, und zwar über die Frage, ob die französischen oder die amerikanischen Doktorinnen tüchtiger seien.“

Ort des Duells war das Schlachtfeld von Waterloo. Frankreich gewann das Duell, und die Amerikanerin Miss Shelby wurde am Arm leicht verletzt. Damit war sie als Fechterin und Duellantin bekannt. Duelle waren zwar nicht ungewöhnlich, aber sie waren eine Tradition, die nur Männern vorbehalten war. Dennoch gründete Astié später einen Fechtverband für Frauen.
Im Juli 1887 richtete sie eine Petition an die Abgeordneten, in der sie die Aufhebung der Verordnung vom 16. Brumaire IX (7. November 1800) forderte, die Frauen das Tragen von Hosen untersagte. Ihre Initiative war keineswegs anekdotisch, sondern hatte eine gesellschaftliche Dimension. Die Röcke sollten abgeschafft werden, weil sie wahre „Gehwegbesen“ seien und sich um die Beine schlängelten. Frauen sollten ungehindert kommen und gehen, in eine Straßenbahn springen und reisen können, ohne von irgendjemandem abhängig zu sein. Arbeitnehmerinnen könnten schließlich Berufe ausüben, die ihnen bisher nicht zugänglich waren, z. B. als Kutscher oder Maurer, und so der Prostitution entgehen, zu der viele gezwungen waren, weil sie keine beruflichen Möglichkeiten hatten. Die Abgeordneten erklärten sich für unzuständig, eine Polizeiverordnung aufzuheben.
1887 legte sie als Delegierte von Le Suffrage des femmes (Das Frauenwahlrecht) auf dem Kongress der Union fédérative du centre (Föderative Union des Zentrums) zusammen mit Marie Bonnevial eine Resolution mit dem Titel À travail égal, salaire égal (Für gleiche Arbeit, gleichen Lohn) vor. 1889 gründete sie mit Eugénie Potonié-Pierre und Léonie Rouzade die Ligue des femmes socialistes (Sozialistische Frauenliga), kandidierte dann bei den Parlamentswahlen im September 1889 im 18. Arrondissement von Paris, aber die auf ihren Namen ausgestellten Stimmzettel wurden nicht gezählt. 1890 gründete sie die Ligue d’affranchissement des femmes (Liga für die Befreiung der Frauen). Ihre Forderungen waren radikal: Neben der oben erwähnten Forderung nach Lohngleichheit standen der Zugang für Frauen zu allen Studiengängen und Berufen sowie das Frauenwahlrecht im Katalog. Im goldenen Zeitalter der Printmedien vermittelte die Liga ihre Aktionen durch die Veröffentlichung aufsehenerregender Tagesordnungen und hatte kurzzeitig Erfolg, bevor Astié in der Frauenbewegung an den Rand gedrängt wurde, da die Ligue de l’affranchissement des femmes von der 1891 von Eugénie Potonié-Pierre gegründeten Solidarité des femmes (Solidarität der Frauen) Konkurrenz erhielt. Gleichzeitig war Astié in der Parti ouvrier socialiste révolutionnaire und in der Libre-pensée aktiv und trug zusammen mit Louise Michel zur Gründung von Frauengewerkschaften bei.
Auf einer gut besuchten öffentlichen Versammlung der Liga am 3. Februar 1891 wurde ein Antrag angenommen, in dem alle Theaterdirektoren und Zeitungs- und Zeitschriftenredakteure aufgefordert wurden, dafür zu sorgen, dass Frauen bei gleicher Arbeit den gleichen Lohn erhalten wie Männer.
1892 veröffentlichte sie unter dem Pseudonym la mère Marthe einen praktischen Ratgeber für intelligent arbeitende Hausfrauen mit dem Titel L’Aisance par l’économie (Wohlstand durch Wirtschaft). Im selben Jahr schloss sie sich mit Unterstützung des 6. Arrondissements von Paris mit anderen Gruppen von Feministinnen zusammen, um die Fédération française des sociétés fëministes zu gründen.
1893 kandidierte sie erneut für die Parlamentswahlen, gab diese Kandidatur aber auf, und sie trat bei den Kommunalwahlen in Paris zusammen mit vier anderen Frauen an. 1895 kämpfte sie gegen einen Plan, Radfahrerinnen das Tragen von Hosen an anderen Orten als auf dem Fahrrad zu verbieten.
Von 1897 bis 1901 leitete sie unter dem Pseudonym Avricourt die zweimonatlich erscheinende Zeitschrift La Femme de l’avenir. Sie veröffentlichte ihre Artikel immer wieder unter zahlreichen männlichen, weiblichen oder neutralen Pseudonymen: Jehan des Etrivières, la mère Marthe, Avricourt, Fernand Marceau, Jean Misère, Jean d’en Face et Jane d’en Face, Dame Marthe, une Dame au Balcon, Dona Quichotta, Astié de Valsayre.
Marie-Rose Astié de Valsayre und Dr. Astié hatten zwei Kinder; Octave und Anna, die als Kleinkind starb.

## Musik
Die folgende Werksliste entstammt der Étude biographique von Eutrope Lambert und stammt aus dem Jahr 1865. Im Weblink der Französischen Nationalbibliothek (see all resources) sind noch weitere Werke, auch aus dem Jahr 1866 erwähnt. Eine ausführliche Würdigung ihres musikalischen Schaffens findet sich bei Polmorésie.
- Ma gondole, Barkarole, Text Joseph Gouverneur[21]
- Fille des nuits, Duett für zwei gleiche Stimmen, Text Joseph Gouverneur[22]
- Un soir d’été, Text Eutrope Lambert[23]
- Un ange !, Melodie und Text Théodore Leclerc[24]
- Enfantine, Berceuse
- Héroïnes polonaises, heroische Mazurka für Klavier[25]
- Les Sapeurs pompiers, Trinklied mit Chor, Text Joseph Gouverneur[26]
- Martha, Ballade, Text Eutrope Lambert[27]
- Nuits d’hiver, Text Eutrope Lambert[28]
- Après l’orage, Tirolerlied, Text Eutrope Lambert[29]

## Werke
Sie hat vor allem in Zeitungen geschrieben und einige Broschüren veröffentlicht:
- Jehan des Etrivières: Les Amazones du siècle (les Gueulardes de Gambetta). 1882.[30]
- Marie Astié de Valsayre: Mémoire sur l’utilité de l’enseignement de grammaire dans l’instruction de la femme. 1883.[31]
- Jean Misère: Le retour de l’exilé. A. Repos, 1887.
- Astié de Valsayre: Deuxième aux Pharisiens. Le Gouffre de la rue Lafayette. F. Harry, 1887.[32]
- Fernand Marceau: Le secret d’Hermine. Imprimerie Daix Frères, 1896.

## Film
Marie-Rose Astié de Valsayre wird in dem Film Duell der Besten aus dem Jahr 2023 unter der Regie von Vincent Perez von Doria Tillier gespielt.